# Sinningia cerina
Sinningia cerina là một loài thực vật có hoa trong họ Tai voi. Loài này được (hort. ex Paxton) H.E. Moore miêu tả khoa học đầu tiên năm 1954.